# Paul Guldin

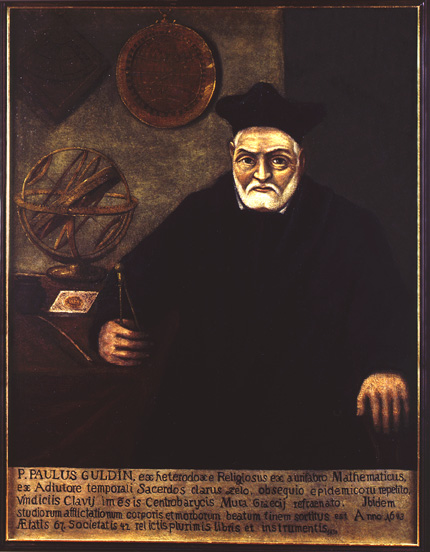
Paul Guldin

Paul Guldin (geboren als Habakkuk Guldin) (Mels, Zwitserland, 12 juni 1577 – 3 november 1643) was een Zwitserse jezuïet, wiskundige en astronoom. Hij ontdekte de regel van Guldinus, waarmee de oppervlakte en het volume van een omwentelingslichaam bepaald kan worden. Deze regel staat ook bekend als de regel van Pappus-Guldinus, vernoemd naar Pappos van Alexandrië. Guldin werd bekend door zijn contacten met de Duitse wiskundige en astronoom Johannes Kepler.
Hij was een professor in wiskunde aan de universiteiten van Graz en Wenen.
In Paolo Casati's astronomische werk Terra machinis mota (1658), verbeeldt Casati een dialoog tussen Guldin, Galileo, en Marin Mersenne over verscheidende intellectuele kwesties betreffende kosmologie, geografie, astronomie en geodesie.
- Bibliothèque nationale de France: cb12191877h (data)
- Gemeinsame Normdatei: 128409029
- Historisch woordenboek van Zwitserland: 025213
- International Standard Name Identifier: 0000 0000 8100 8434
- Library of Congress Control Number: n85143524
- Nationale Bibliotheek van Tsjechië: ola2010605063
- Nederlandse Thesaurus van Auteursnamen: 073259942
- Istituto Centrale per il Catalogo Unico: UBOV133509
- Système universitaire de documentation: 030520797
- Virtual International Authority File: 22186943
- WorldCat: E39PBJtX8rMMWhrD9vVTMDDg8C